# Кравець Олег Анатолійович
Олег Анатолійович Кравець (нар. 2 грудня 1971, Шляхова, Вінницька область, Українська РСР, СРСР — пом. 11 травня 2023, Бахмут, Донецька область, Україна) — український громадський діяч, спортсмен, ветеран російсько-української війни, голова громадської організації «Асоціація учасників та інвалідів АТО».

## Життєпис

### Ранні роки і служба
Народився 2 грудня 1971 року в селі Шляхова на Вінниччині в родині агронома і зоотехниці. Закінчив Шляхівську середню школу, згодом — будівельний технікум. Працював техніком-будівельником у Миколаєві.
Проходив військову службу в ракетних військах в Казахстані, потім у військах спеціального призначення в 22-й окремій бригаді спеціального призначення, яка згодом, уже у складі ЗС РФ, брала участь в анексії Криму у 2014 році. Брав участь у багатьох операціях, в тому числі міжнародних. Згодом звільнився й вступив до Черкаського інженерно-технологічного інституту. Працював у Сибіру та Монголії.
Брав активну участь у революційних подіях під час Помаранчевої революції та на Майдані у 2013—2014 роках. Згодом вступив до лав Збройних сил України, проходив службу у складі 28-ї механізованої бригади імені Лицарів Зимового Походу. У складі розвідувального взводу брав участь у боях під Мар'їнкою, Красногорівкою, Спартаком. 14 березня 2015 року натрапив на розтяжку, втратив одну ногу та отримав серйозне поранення другої. Також, він отримав скалкове поранення шийного відділу хребта. Був шпиталізований у Дніпро, потім у Вінницю, проходив реабілітацію у Хмельницькому.
Постійно проживав у Миколаєві. Постійний учасник змагань «Ігри нескорених» зі штовхання ядра, неодноразовий призер призових місць.

### Громадська діяльність
Був одним з лідерів руху захисту національного природного заказника «Бузький Гард», центра Бугогардівської паланки Війська Запорозького, і очолював штаб опору його затопленню, що могло відбутися через підняття рівня води задля потреб Південноукраїнської АЕС. У квітні 2021 року разом із побратимами, які втратили кінцівки, брав участь в акції «Мене не вбив російський солдат — мене вбиває Енергоатом», прикувши себе до скелі ланцюгами на знак протесту проти підняття рівня Олександрівського водосховища и затоплення острова Гардовий.
Тривалий час очолював співзасновану разом з ним громадську організацію «Асоціація учасників та інвалідів АТО», що займалася соціальною і психологічною підтримкою українським військовим-учасникам війни на Сході України, зокрема допомогою з працевлаштуванням та перенавчанням, з розв'язанням юридичних питань і допомогою родинам загиблих воїнів на Донбасі.
Займався політикою, кілька років обіймав посаду першого заступника голови облорганізації партії «Батьківщина».

### Смерть
У 2022 році, після початку повномасштабного вторгнення Росії в Україну, займався волонтерською діяльністю, допомагав підрозділам територіальної оборони Миколаєва. Маючи інвалідність II групи, знайшов можливість повернутися на службу у свою бригаду. Служив старшим розвідником взводу спостереження розвідувальної роти.
Наприкінці квітня 2023 року приїхав з-під Бахмута до Львова, щоб вчергове взяти участь у «Іграх нескорених», де виступав під прапором своєї бригади. Свою участь у змаганнях присвятив побратимам із миколаївської команди «Гард», які загинули у 2022 році — Дмитру Олійнику і Володимиру Мотельчуку.
Загинув від мінометного обстрілу 11 травня 2023 року. Після церемонії прощання в Миколаєві тіло Кравця доправили в його рідне село Шляхова на Вінниччині, де й похований.

## Увічнення пам'яті
- 21 серпня 2023 року рішенням сесії Джулинської територіальної громади, за результатами громадського обговорення, у селі Шляхова Вінницької області вулицю Урожайну перейменовано на вулицю Олега Кравця[16].
- 26 липня 2024 року розпорядженням голови Миколаївської обласної державної адміністрації Віталія Кіма відповідно до Закону України «Про засудження та заборону пропаганди російської імперської політики в Україні і деколонізацію топонімії» вулицю генерала Попеля перейменовано на вулицю Олега Кравця[17][18].